# Gadwāl
Gadwāl är en ort i Indien.   Den ligger i distriktet Mahbūbnagar och delstaten Telangana, i den södra delen av landet, 1 400 km söder om huvudstaden New Delhi. Gadwāl ligger 326 meter över havet och antalet invånare är 55 952.
Terrängen runt Gadwāl är platt. Runt Gadwāl är det ganska tätbefolkat, med 207 invånare per kvadratkilometer. Det finns inga andra samhällen i närheten. Trakten runt Gadwāl består till största delen av jordbruksmark.